# Plate-forme centrale pour la transparence des informations
La « plate-forme centrale pour la transparence des informations » est un nouvel instrument européen destiné à centraliser et publier une information pertinente et utile sur l'électricité. 

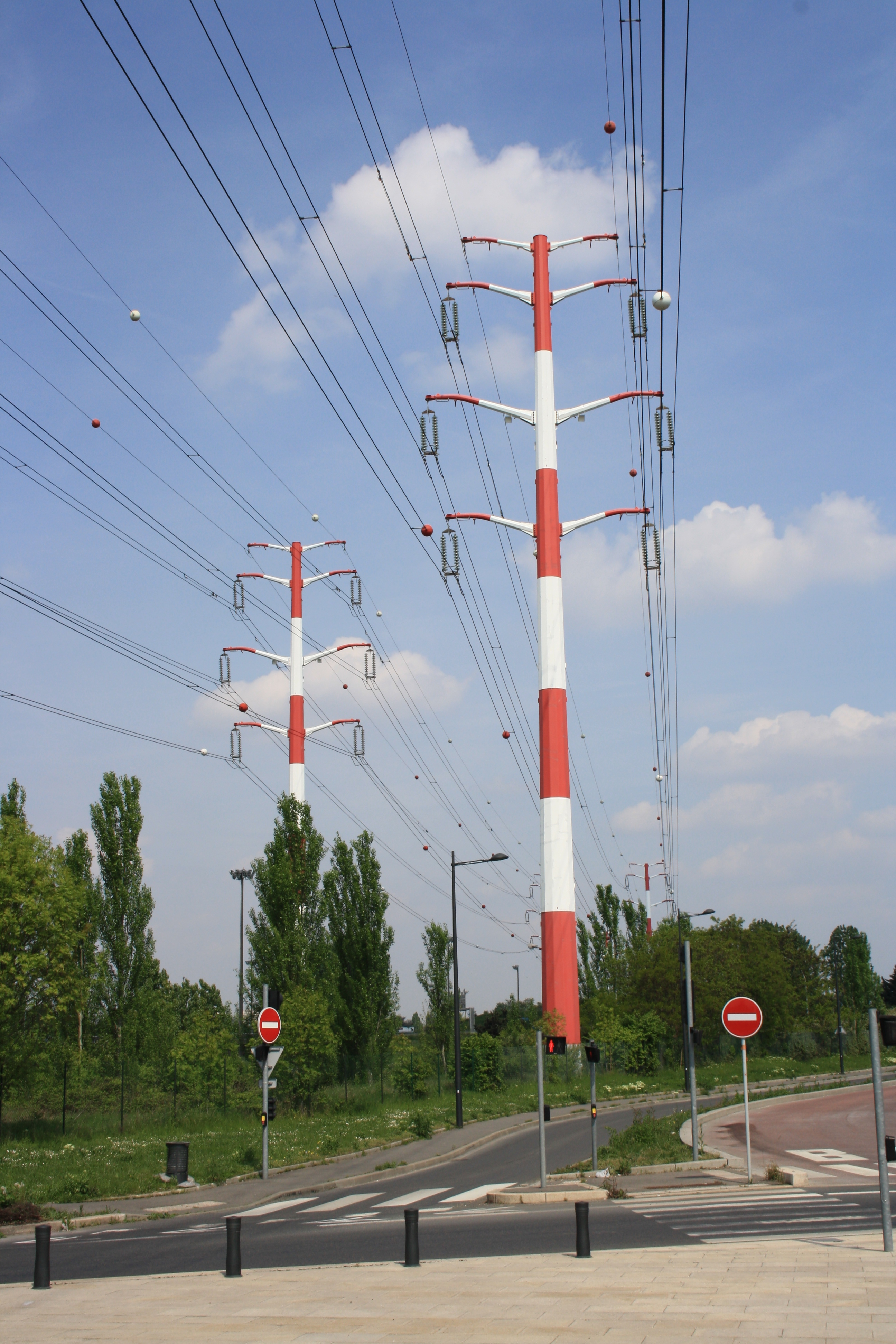
L'interconnexion et la complexification des réseaux électriques nécessitent une communication en temps réel des données sur la production et la consommation. L'Union européenne a souhaité ouvrir ses données à tous, pour améliorer la stabilité et sécurité du réseau européen, et pour plus de transparence (Illustration : ligne haute tension (Fresnes, près de Paris)

Dès que la plate-forme sera opérationnelle, cette information sera gratuitement accessible par tous.

## Histoire du projet
Dans le sud de l'Europe et en connexion avec l'Afrique du Nord, il existe aussi et déjà (depuis décembre 2012) une plateforme en ligne (www.iesoe.eu  ; en accès libre et gratuit) destinée à la publication des données électriques des interconnexions, visant à une « transparence coordonnée entre les quatre GRT » sur la zone d’interconnexion entre la France, l’Espagne, le Portugal et le Maroc concernant les capacités des réseaux électriques et l'utilisation des interconnexions entre les réseaux français, espagnol, portugais et marocain. cette plate-forme a anticipé la législation européenne. 
Une information claire et transparente a été souhaitée et préparée durant les années 2000 par le parlement et le Conseil de l'Europe, puis lancée en 2013 par un règlement de la Commission européenne.
Le règlement qui lance cette nouvelle plate-forme entre en vigueur 20 jour après sa publication (le 15 juin 2013) au Journal officiel de l'Union européenne.

## Contenu et fonctionnement
La législation européenne stipule que :
- la divulgation de l'information sur l'électricité doit être « simultanée, intégrale et efficace », afin notamment de mieux valoriser et intégrer sur le réseau les sources intermittentes de production d'énergie renouvelable (électricité éolienne et Photovoltaïque) et de permettre « l'intégrité et la transparence du marché de gros de l'énergie »[6] pour ce qui concerne le marché de l'électricité[1].
- l'information mise en ligne par la plate-forme (c'est-à-dire « toutes les informations que les GRT doivent lui fournir en application du règlement ») doit être accessible à tous gratuitement par internet. Et elle devra être offerte au minimum en anglais. 
 Les données devront être « à jour » et horodatées, facilement accessibles et téléchargeables. Elles seront ensuite archivées, mais disponible sur la plate-forme durant « au moins cinq ans ». Les archives seront ensuite accessibles au public.
- la plate-forme doit être alimentée et exploitée par le réseau européen des gestionnaires de réseau de transport d’électricité dit  «REGRT pour l’électricité») (« de manière efficace et efficiente » précise le règlement [1].
- La plate-forme mettra à disposition de tous (dont les acteurs du marché) au moins les données suivantes concernant la production, le transport et la consommation d’électricité :

- charge totale du réseau et de ses parties (pour plusieurs pas de temps)  ;
- indisponibilité des unités de consommation  ;
- marge prévisionnelle annuelle  ;
- infrastructures de transport d'électricité  ;
- indisponibilité des infrastructures de transport d'électricité  ;
- estimation et l’offre de capacités (en MW) d’échange entre zones de dépôt des offres  ;
- utilisation des capacités d’échange entre zones  ;
- mesures de gestion de la congestion du réseau électrique  ;
- prévision de production du réseau électrique  ;
- indisponibilité des générateurs et unités de production électrique   ;
- production électrique réelle ;
- ajustement (à partir de données fournies au « REGRT pour l’électricité » par les opérateurs de marchés d'ajustement là où ils existent.

## Motifs
La bonne gestion du réseau électrique, l'acheminement de l'énergie électrique des centres de production (y compris intermittents) vers les consommateurs d'électricité et la stabilité des réseaux électriques reposent sur des systèmes dynamiques et complexes de gestion et d'anticipation des flux et besoins en électricité. Les réseaux locaux et nationaux étant de plus en plus interconnectés, les gestionnaires de réseau doivent coopérer pour veiller à la Métastabilité de l'ensemble s'ils veulent éviter la panne électrique à grande échelle. 
Pour cela (et d'autant plus que les smart grids se développeront), chaque acteur de la chaine doit pouvoir adapter son comportement en termes d'offre ou de consommation. 

La gestion des flux électriques au quotidien nécessite un accès en quasi-temps réel aux données concernant la production et la consommation. Et les stratégies d'investissement doivent s'appuyer sur des analyses prospectives (observatoire de l'énergie) fondées sur des données pertinentes (locales et globales). 
L'information doit être accessible gratuitement pour tous afin que certains acteurs ne conservent pas pour eux des données d'intérêt général, comme cela est encore le cas.
La motivation première du règlement européen est la stabilité et l'amélioration du réseau électrique. Cependant, cette démarche s'inscrit naturellement dans la logique et le mouvement d'ouverture des données environnementales lancé par la Convention d'Aarhus et des données géographiques lancé par la Directive Inspire. 
Le règlement ne précise pas si la donnée sera en licence libre ou restera propriété de ses producteurs, mais il impose une information gratuite et accessible pour tous. Ces données pourraient aussi permettre d'affiner les écobilans, les pertes en ligne, le calcul de part de l'électricité dans les mix énergétiques locaux, améliorer le calcul de l'empreinte écologique ou contribuer à l'élaboration d'un « méta smart-grid » plus performant, voire de ce que Jeremy Rifkin appelle l'Internet de l'énergie (dans son concept de troisième révolution industrielle).

## Mise en place
Elle se fait en plusieurs phases :
- Quatre mois après l'entrée en vigueur du règlement, le « REGRT pour l’électricité» doit proposer à l' Agence de coopération des régulateurs de l'énergie(créée en 2009 par le législateur européen[19]) un projet d'exploitation de la plate-forme et une évaluation des coûts de fonctionnement ;
- L'Agence aura ensuite trois mois pour répondre ;
- Le REGRT pour l’électricité disposera alors de 18 mois pour mettre en place la plate-forme et la rendre opérationnelle ;
- Le détenteur initial d'une donnée pourra soit la fournir à un GRT[20], soit, après accord du GRT de la zone concernant la donnée, la fournir à la plateforme via un tiers qui sera considéré comme le fournisseurs de données 
Ces deux acteurs devront traiter ces données et les communiquer au « REGRT pour l’électricité » en temps voulu aux fins de publication. 
pour cela et dans tous les cas la donnée doit être complète, du niveau de qualité prévu par la législation et fournie selon des standards permettant au GRT (ou au fournisseurs de données) de la traiter et la faire suivre au REGRT pour l’électricité dans des délais permettant qu'elle soit publiée à temps ;
- En plus de la publication sur la plate-forme, ces données pourront aussi figurer sur les sites web de GRT ou d’autres parties s'ils le souhaitent.

## Responsabilités
- Le règlement stipule que :
- Les autorités nationales de régulation « veillent à ce que les détenteurs initiaux des données, les GRT et les fournisseurs de données s’acquittent des obligations qui leur incombent en vertu du présent règlement » ;
- le détenteur initial des données, le tiers fournisseur des données et le « REGRT pour l’électricité » ne verront toutefois leur responsabilité engagée « qu’en cas de négligence grave ou de faute intentionnelle. En tout état de cause, ils ne seront pas tenus d’indemniser l’utilisateur des données pour tout manque à gagner, perte d’activité ou tout autre dommage indirect, particulier ou consécutif, quel qu’il soit, résultant d’un manquement aux obligations qui leur incombent »(en vertu du règlement)

## Cadre réglementaire
- Un règlement de 2013[1] précise les modalités de la soumission et de la publication de données sur les marchés de l’électricité (voir ci-dessous).